# دوستان (مجموعه تلویزیونی لهستانی)
دوستان (لهستانی: Przyjaciółki) یک مجموعه تلویزیونی درام لهستانی است که از سال ۲۰۱۲ تاکنون، در شبکهٔ تلویزیونی پلست در حال پخش است.

## گزیدهٔ بازیگران
- ماوگوژاتا سخا
- آنیتا سوکووفسکا
- یوآنا لیشوفسکا
- ماگدالنا استوژینسکا-براوئر
- بارتومیئی کاسپشیکوفسکی
- تومیرا کُوالیک
- ماوگوژاتا لیپمان
- مارک بارباشیویچ
- مودست روچینسکی
- داریوش شیاستاچ
- زوفیا دومالیک
- آنا گزیرا
- آدام زدرویکوفسکی
- باربارا لائوکس
- مارتا دوبتسکا
- نوربرت راکوفسکی
- سیلویا بورونی
- داگمارا بونک
- ماگدالنا کاتسپشاک
- یان مونچکا
- داریوش یاکوبوفسکی
- کلاودیا یاخیرا
- استانیسواف باناشوک
- هالینا روویتسکا
- هانا کوناروفسکا
- یانوش اونوفروویچ
- ماتئوش روشین
- آرتور یانوشاک
- آگنیشکا چکاینسکا
- ماچئی روباکیویچ
- مارتینا کلیشفسکا
- کاتاژینا بارگیه‌ووسکا
- دوروتا نوواکوفسکا
- آنتونی کرولیکوفسکی
- یاتسک کرول
- یادویگا گرین
- میخاو چرنتسکی
- میخاو مِـیِر
- آنا اسمووُویک
- آنا ایبرسر
- الکساندر میلیچویچ
- ماگدالنا والیگورسکا-لیشیتسکا
- میکووای کراوچیک
- پائولا مارچینیاک
- سیلویا یوشچاک-کراوچیک
- کاتسپر کوشفسکی
- کارینا سورین
- ماریا چونلیس
- اِوا تِـلِـگا
- لِـسواف ژورک
- دانوتا بورسوک
- ماریوش زانیفسکی
- کارول پوخچ
- پیوتر بوروفسکی
- یوستینا اشنایدر
- ماریوش درنژک
- یوانا اُپوزدا
- توماش درابک
- مارک لواندوفسکی
- ماگدالنا امیلیانوویچ
- یژی شیبال
- داوید زاوادزکی
- یولیا ویشینسکا
- رناتا پنکول
- گژگوش وُنس
- سیلویا ویسوتسکا
- میخاو رولنیتسکی
- پیوتر اسکارگا
- پاوئو کرولیکوفسکی
- هانا دونوفسکا
- رادوسواف پازورا
- اوا زوئوتوفسکا
- کاتاژینا گالیتسا
- یوآنا کوپینسکا
- مونیکا دریل
- توماش بورکوفسکی
- هانا بینیشوویچ
- ماگدا گرانژیوفسکا
- آدام فیدوشیویچ
- آدام تسیفکا
- مونیکا پیکووا
- کاتاژینا ژلینسکا
- ماگدالنا استوژینسکا-براوئر
- پاوئو دلانگ
- روما گونشوروفسکا
- تامارا آرچیوخ
- کاتاژینا گلینکا
- ماوگوژاتا زایاژکوفسکا
- آنا درشوفسکا
- مارتا ژمودا تژبیاتوفسکا
- فیلیپ بوبک
- آندژی پرسیگس
- اوا کاسپژیک
- اولگیرد ووکاشِـویچ
- کارولینا نواکوفسکا
- دوروتا کولاک
- لائورا برژکا
- دومنیکا اوستاووفسکا
- مونیکا مروزوفسکا
- رافائو زاویروخا
- اوروشولا گرابوفسکا
- مارچین روگاتسویچ
- پاتریتسیا دورسکا
- آگنیشکا شینکیه‌ویچ
- ماچئی یاخوفسکی
- مارک بوکوفسکی
- میخالینا سوسنا
- آنا ماریا بوچک
- کاتاژینا ماچونگ
- میلنا سوشینسکا
- آنا پروس
- کاتاژینا ژاک
- گابریلا اوبربک
- آگنیشکا یودیتسکا
- ماریا پاووئوفسکا
- کاتاژینا کووِچک
- آگنیشکا کاویورسکا
- لوتسینا مالِـتس
- الکساندرا پولووفسکا
- یوآنا پوکویسکا
- پیوتر گوئوواتسکی
- یان ویچورکوفسکی
- پیوتر یاکوفسکی
- یاکوب ویچورک
- یوانا کوبرسکا
- پائولینا خاپکو
- کامیل کولا
- یاکوب مازورک
- الژبیتا یاروشیک
- آنا یاروشیک
- ویتولد دنبیتسکی
- ماریوش بوناشفسکی
- میروسواف هانیشفسکی
- ویکتوریا گونشیفسکا
- دومینیکا کاخلیک
- گراژینا استراخوتا
- مارچین پرخوچ
- وویچیخ متسفالدوفسکی
- آلیتسیا ویه‌نیاوا